# Cocytius duponchel
Cocytius duponchel är en fjärilsart som beskrevs av Felipe Poey 1832. Cocytius duponchel ingår i släktet Cocytius och familjen svärmare. Inga underarter finns listade i Catalogue of Life.

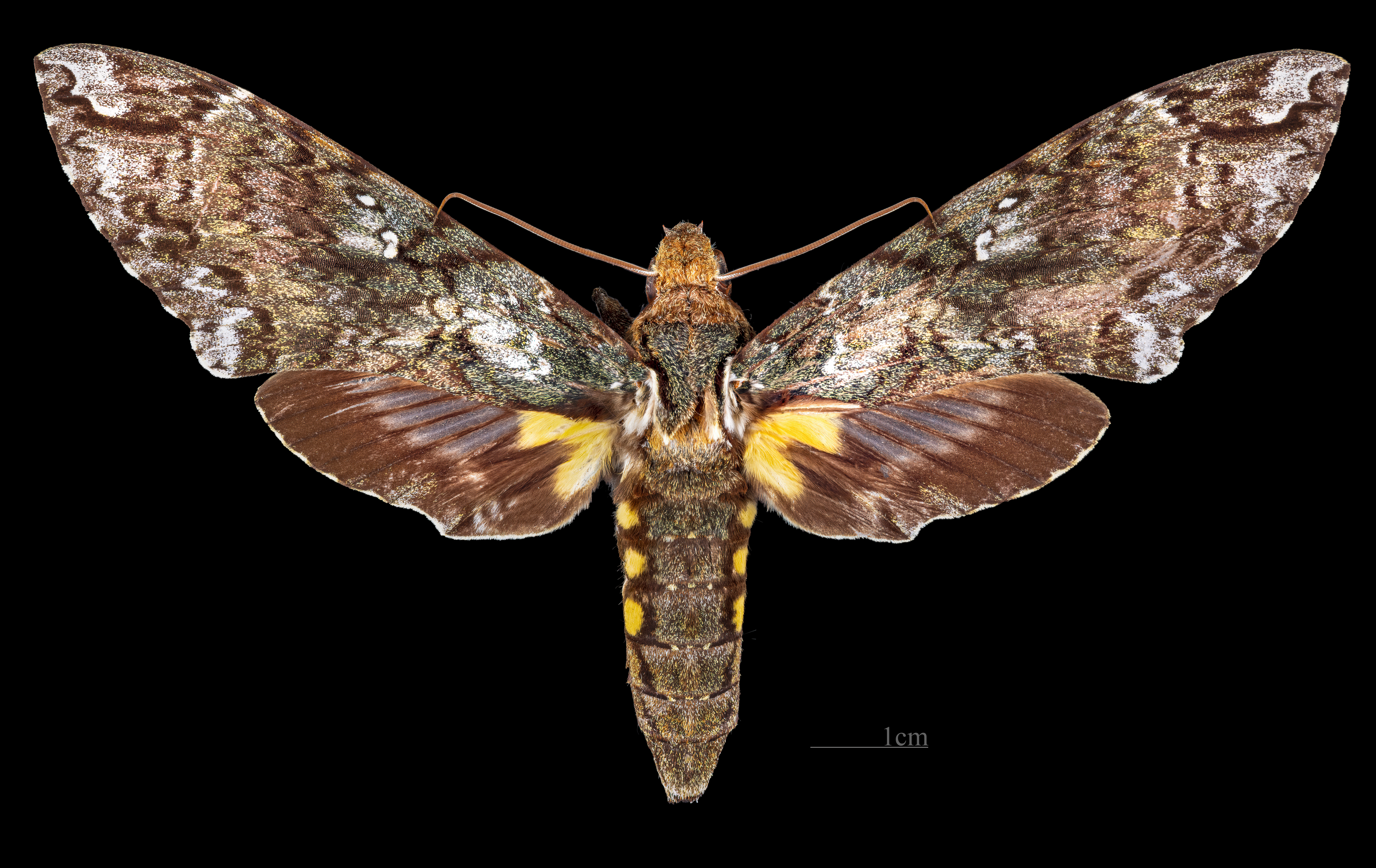
♀
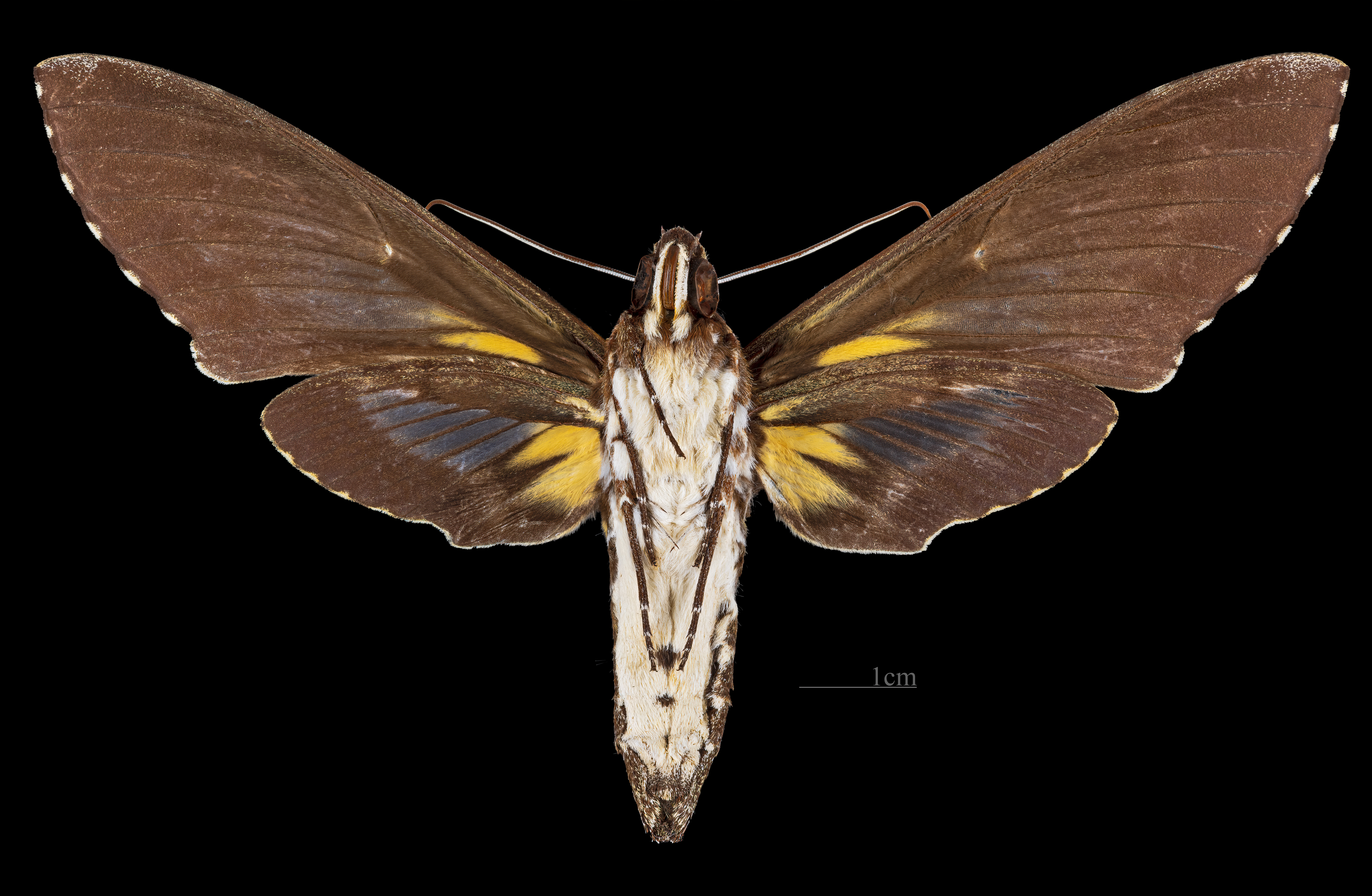
♀ △